# تأشير بيوريني الفعل
التأشير بيوريني الفعل أو التأشير البيوريني هو نوع من التأشير خارج الخلوي الذي تتوسطه (يتم بواسطة) نوكليوتيدات ونوكليوسيدات البيورين مثل الأدينوسين والـATP. التأشير البيوريني له دور في تنشيط المستقبلات بيورينية الفعل في الخلية أو الخلايا المجاورة، وبذلك تنظيم الوظائف الخلوية.
يشار إلى معقد التأشييرات بيورينية الفعل الخاصة بالخلية أحيانا بـ«بيورينوم» (المجموع البيوريني).

## التأشير بيوريني الفعل لدى البشر

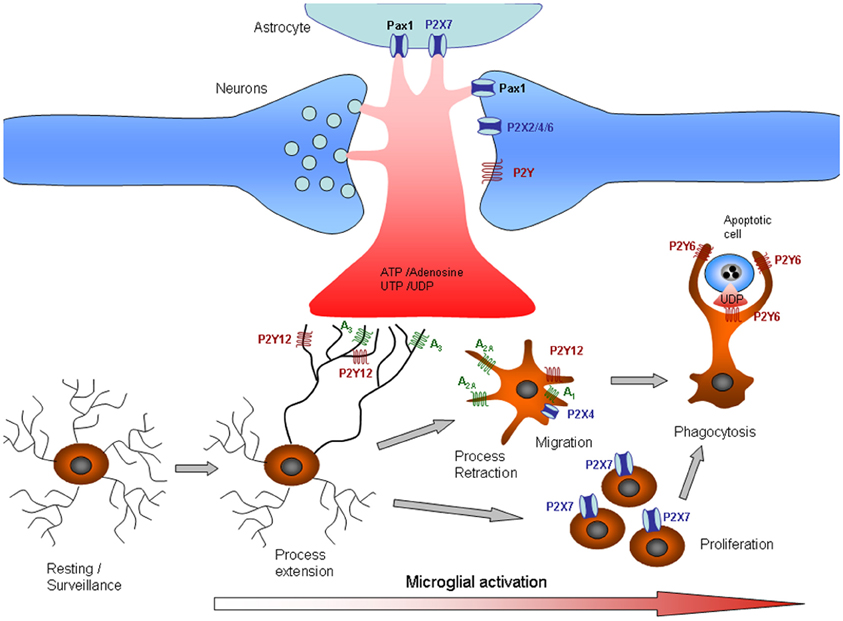
تنشيط الدبيقية في الجهاز العصبي المركزي عبر تأشير بيوريني الفعل.

### الجهاز العصبي
في الجهاز العصبي المركزي، يرتبط الـATP المحرَّر من النهايات المشبكية بأعداد كبيرة من المستقبلات الأيونوتروبية والتحولية. وله تأثير استثاري على العصبونات، ويعمل كوسيط في الاتصالات العصبية-الدبقية. يُحدث كل من الأدينوسين والـATP تكاثر الخلايا النجمية. في الخلايا الدبيقية يتم التعبير عن مستقبلي P2X وP2Y. يلعب المستقبل P2Y6 -الذي يتوسَّط عمله في العادة اليوريدين ثنائي الفوسفات (UDP)- دورا معتبرا في الاستماتة البلعمية بواسطة الدبيقيات، في حين يعمل مستقبل P2Y12 كمستقبل متعرف على النمط متخصص. مستقبلات P2RX4 لها دور في توسط الجهاز العصبي المركزي لألم الاعتلال العصبي.
في الجهاز العصبي المحيطي، تستجيب خلايا شوان لتنبيه العصب وتعدل تحرير النواقل العصبية عبر آلياتٍ للتأشير بالـATP والأدينوسين دور فيها. في شبكة العين والبصلة الشمية، يُحرَّر الـATP بواسطة العصبونات لاستحثاث تأشيراتِ كالسيومٍ مؤقةٍ في العديد من الخلايا الدبقية مثل دبقيات مولر والخلايا النجمية. وهذا يؤثر على مختلف العمليات الاستتبابية في النسيج العصبي بما في ذلك حجم التنظيم والتحكم في تدفق الدم. يساهم تأشير الكالسيوم المستحَث بواسطة المستقبلات البيورينية الفعل في معالجة المعلومات الحسية.
أثناء تخلق النسيج العصبي في بداية النمو الأولي للدماغ، النوكليوتيدازات الخارجية عادة ما تنظم بالتخفيضِ التأشيرات البيورينة الفعل في سبيل منع النمو غير المتحكم فيه للخلايا السلفية ولكي تنشئ بيئة مناسبة للتمايز العصبوني.